# Динъань (государство)
Динъань (кит. 定安國, кор. 정안국) — государство, существовавшее в середине X века на территории современной китайской провинции Гирин.
В 926 пала Империя Бохай. В 927 году на землях населенных когурёсцами образовалось государство Поздний Бохай. В 936 году генерал Ле Ваньхуа (烈萬華) совершил в Позднем Бохай военный переворот, сверг правящего князя Да Гуасянь и основал новое государство, известное в китайских хрониках как «Динъань». В ляоских хрониках Динъань фигурирует под названием "племена ужэ".
Государство Динъань пыталось организовать союз с местными народами для того, чтобы сбросить господство киданей, но безуспешно. В 980-х годах у власти в Динъане род Ле был заменён на род У. Динъань в 989 и 991 годах обращалось с новой инициативой к империи Сун, предлагая совместные военные действия против армии киданей. Известно, что в 995 году си-ван (правитель племён си) Хэшону , руководивший большой армией, был отправлен киданями, чтобы покарать Динъань, но потерпел поражение. Однако по киданьским данным, Хэшону шел карательным походом на племена ужэ. Об Динъань в «Ляоши» ничего не сказано. 
В следующем, 996 году, киданям стало известно, что «Бохай, Корё и чжурчжэни заключили между собой союз», который был направлен, скорее всего, против империи Ляо. Но после 1004 года когда был заключен мир между империями Сун и Ляо, информация о Динъань, вернее о его борьбе с киданями в союзе с Сун,  исчезает.
Согласно корейским данным в 1009 году это государство стало вассалом Корё что стало причиной Второй Корё-Киданьской войны.

Территория восстания Хынъё 1029-1030 гг.

Уже став вассальным государством государства Корё представитель династии Да попытался расширить территории подконтрольные его княжеству и организовал на подконтрольных киданям территориях восстание Хынъё (興遼/흥요). На охваченной восстанием территории стал править независимый гун, но оно так и не смогло войти в состав княжества.

## Известные Правители
1. генерал 烈萬華 (кор.열만화) 936-976
2. генерал 烏玄明 (кор.오현명) 976-986
3. князь 大延琳 (кор. 대연림) 1027-1030 (7 поколение основателя Позднего Бохай).